# 塞尔比 (南达科他州)
塞尔比（英語：Selby），是美国南达科他州下属的一座城市。根据2010年美国人口普查，该市有人口657人。论人口在本州排行第96。